# Красносёлка (Коростенский район)
Красносёлка (укр. Красносілка) — село на Украине, основано в 1853 году, находится в Иршанской поселковой общине Житомирской области.
Код КОАТУУ — 1822382202. Население по переписи 2001 года составляет 68 человек. Почтовый индекс — 11583. Телефонный код — 4142. Занимает площадь 0,258 км².